# Palhinhaea hainanensis
Palhinhaea hainanensis là một loài thực vật có mạch trong Họ Thạch tùng. Loài này được C.Y. Yang mô tả khoa học đầu tiên năm 1982.